# 599 Lexington Avenue
599 Lexington Avenue es un rascacielos de 199 m de altura y 51 pisos en Midtown Manhattan, Nueva York. Fue diseñado por Edward Larrabee Barnes / John MY Lee Architects. Fue el primer edificio construido por Mortimer Zuckerman y su empresa Boston Properties en la ciudad de Nueva York. La parcela fue comprada por 84 millones  de dólares en 1984 y se completó en 1986.
Está empatado con las Silver Towers como el 99.º edificio más alto de la ciudad de Nueva York. En su vestíbulo se exhibe el Salto nel Mio Sacco de Frank Stella. El edificio también cuenta con una entrada a la estación Lexington Avenue / 51st Street del Metro de Nueva York. Fue completado sin contar con un inquilino ancla.

## Inquilinos

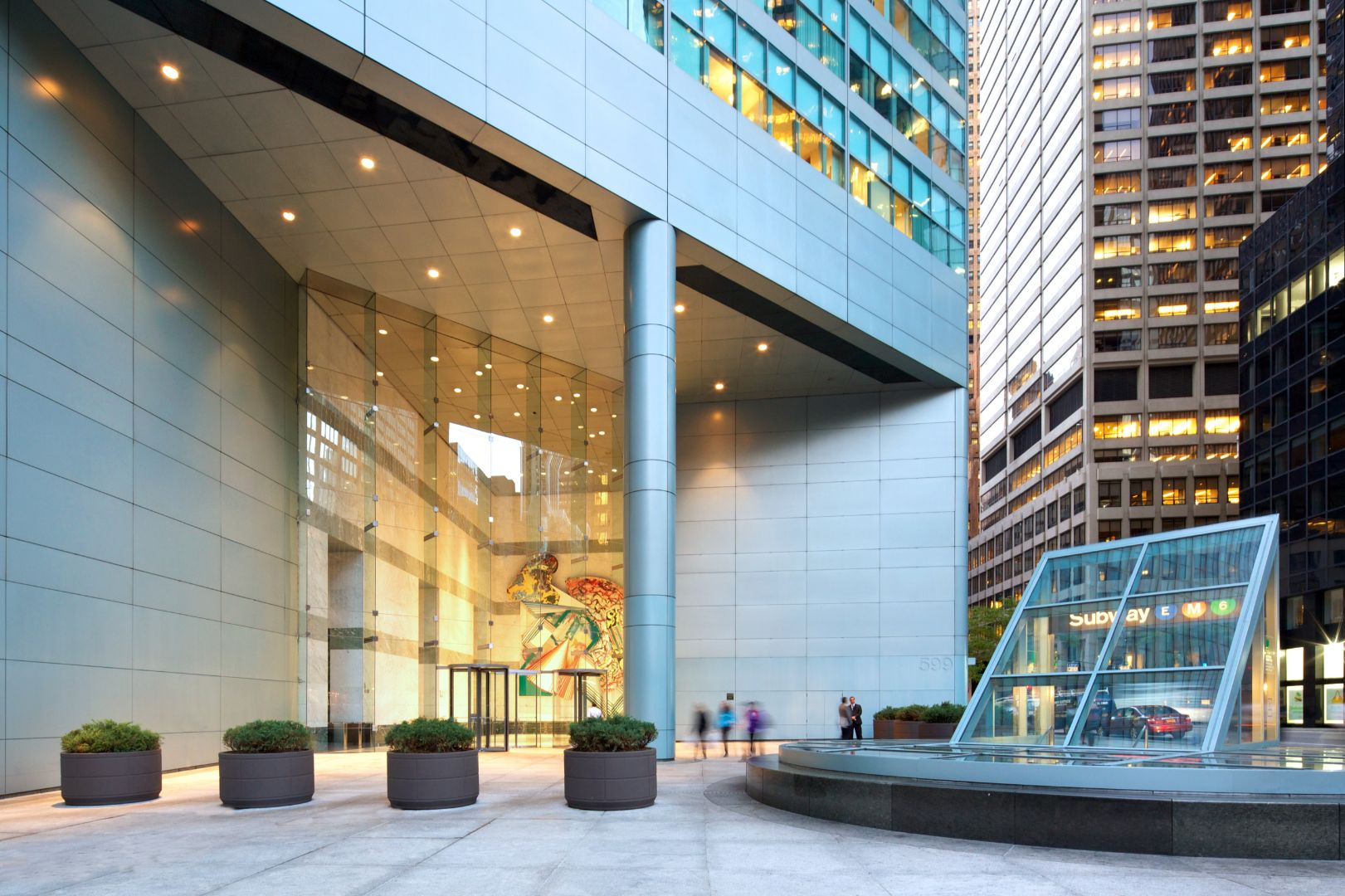
Entrada del edificio

- Shearman & Sterling (el principal inquilino; expandió sus instalaciones en seis pisos en 2002)[5]
- Cowen Group[6]
- K&L Gates[7]
- Welsh, Carson, Anderson & Stowe (piso 17 y piso 18 completo)[8]
- Reed Smith (piso 22)[9]
- Sede de Commonwealth Bank en América del Norte (piso 30)[10]
- Atreaus Capital, Cogent Partners e Istithmar World (cada uno ocupa parte del piso 38)[11]
- Cornerstone Research (piso 41 y pisos 42, 43 y 44 completos)[12]